# 波尼亞蒂夫卡 (赫爾松區)
46°44′51″N 32°54′15″E / 46.74750°N 32.90417°E
波尼亞蒂夫卡（烏克蘭語：Понятівка）是烏克蘭南部赫爾松州赫尔松区达尔伊夫卡市镇内的村莊。該村始建於1780年，面積1.78平方公里，海拔高度31米，2001年人口1,110，人口密度每平方公里622.2人。